# 貴田みどり
貴田 みどり（きだ みどり、1988年〈昭和63年〉5月 - ）は、日本の女優、ダンサー。神奈川県出身、亜細亜大学国際関係学部卒業。聴覚障害者（ろう者）。

## 略歴
生後5か月のとき、心臓病の手術の後遺症により片耳の聴力を失い、難聴になる。3歳の頃、聞こえなくても音楽を楽しんでほしいとの家族の思い、および自身も幼い頃から身体表現が大好きだったことから、クラシック・バレエを始める。
中学2年生のとき、手話パフォーマンスなどを行うサークル「ひよこっち」のライブで、ろう者が楽しそうに手話を用いている姿を見て、自分も参加を思い立つ。サークル内の共通語は手話で、ろう学校に通う友人との会話を通して自然に手話が身につく。手話を用い始めてから世界が広がり、サークルの仲間と共にタイ、中国、スウェーデン、フィンランドなど日本国外のろう者と交流する。
下北沢成徳高等学校2年生時の2005年（平成17年）には全日本ろうあ連盟による「第22回全国高校生の手話によるスピーチコンテスト」に出場し、ろう者として学生時代の苦難の克服の過程、ろう者と聴者の架け橋になりたいという夢を語り、2位を受賞する。17歳のときに手話芸術団体サインアートプロジェクト・アジアン主催のミュージカル『Call Me Hero!』に、同プロジェクト代表者である大橋弘枝の学生時代役で参加し、演技の道に目覚める。同時期よりジャズダンス、ヒップホップと、幅広いジャンルのダンスを習得する。 この高校生活中、15歳頃から次第に聴力が低下したことから、手話の必要性を痛感し、手話に真剣に取り組み始める。やがて、18才で失聴する。
亜細亜大学に在学中、アメリカに5ヶ月間の留学をする。帰国後、2009年（平成21年）公開の全日本ろうあ連盟結成60周年記念映画『ゆずり葉-君もまた次のきみへ-』のオーディションの話が舞い込み、初オーディションで合格する。この映画では、ろう者として日本で初めて薬剤師となった早瀨久美をモデルとした役を演じ、早瀨本人から演技を評価される。この映画が機となり、活躍の場が広がる。自身も、それまでは一般企業への就職も考えていたものの、この映画を機に女優を志す。
大学卒業後、女優業を本格化する。多くの舞台作品や、NHK総合のスペシャルドラマ『心の糸』などの出演のほか、NHK Eテレ『みんなの手話』にも講師アシスタントとしてレギュラー出演する。2016年（平成28年）のリオデジャネイロパラリンピックでは、聴覚障害者に向けて手話や字幕で解説を行なう、NHK初のユニバーサル放送において、手話キャスターを務める。
このほか、講演やワークショップ、全国の高校生が手話表現力を競い合う祭典「全国高校生手話パフォーマンス甲子園」の審査員など、聴覚障害に関する公的な活動にも多数取り組んでいる。
親しみやすく明るい笑顔で人気を集めており、女優業においては、役に合った衣装を体型に合わせて着こなすセンスも評価されている。

## 出演

### テレビドラマ
- 心の糸（2010年、NHK総合）林加奈役

### その他のテレビ番組
- みんなで応援! リオパラリンピック（2016年、NHK-Eテレ）手話キャスター
- みんなの手話（2016年、NHK-Eテレ）講師アシスタント
- ろうを生きる 難聴を生きる（NHK-Eテレ）インタビュアー
- 夢みるチカラ、かなえるチカラ（BS朝日）
- 認知行動療法（放送大学）
- 錯覚の科学（放送大学）

### 映画
- ゆずり葉-君もまた次のきみへ-（2009年）三井尚美役

### 舞台
- Call Me Hero!（2005年）大橋弘枝役
- 阿国華舞台（2011年）
- 熱海殺人事件（2013年）ハナ子役
- 天使の森からの贈りもの（2015年）佐川美穂役
- 残夏-1945-（2015年）逢沢結役